# 新さっぽろサンピアザ水族館
新さっぽろサンピアザ水族館（しんさっぽろサンピアザすいぞくかん）は、札幌市厚別区の新札幌副都心にある水族館。

## 概要
「新さっぽろアークシティ サンピアザ」にある都市型水族館である。海水魚・淡水魚、ペンギンやゴマフアザラシなど約200種類、約10,000点を展示している。ヒトデやウニなどを実際に手に取り観察することができるタッチングプールがあるほか、大小さまざまな魚300匹が泳ぐ回遊水槽での餌付け、特別展や餌やり体験も行われている。
財団法人さっぽろ副都心社会文化財団の解散に伴い、2009年（平成21年）1月1日から札幌副都心開発公社が運営している。  
開館時の施設名は「サンピアザ水族館」で、2023年3月18日に新さっぽろサンピアザ水族館に改称した。

## 施設
- 1F
  - 案内（インフォメーション）
  - 暖かい海のさかな
  - 寒い海のさかな
  - タッチングプール
  - 回遊水槽
  - サンゴ礁のさかな達
- 2F
  - 川と湖のさかな
  - ペンギン水槽
  - デンキウナギ
  - めずらしいさかな
  - ゴマフアザラシ
  - アマゾン水槽
  - コツメカワウソ
  - 熱帯魚水槽
  - 撮影水槽
  - 売店「MARINE SHOP」